# Борго Сан Лоренцо
Бо̀рго Са̀н Лорѐнцо (на италиански: Borgo San Lorenzo) е град и община в централна Италия, провинция Флоренция, регион Тоскана. Разположен е на 162 m надморска височина. Населението на общината е 5777 души (към 2010 г.).